# Squash aux Jeux mondiaux de 1997
Navigation
Duisbourg 2005
Les épreuves de squash aux Jeux mondiaux de 1997 ont lieu les 11, 16 août et 17 août 1997 au Suurhalli Exhibition à Lahti (Finlande).

## Podiums
| Épreuves          | Or                          | Argent                  | Bronze                         |
| ----------------- | --------------------------- | ----------------------- | ------------------------------ |
| Individuel Hommes | Égypte Ahmed Barada         | Irlande Derek Ryan      | Canada Graham Ryding           |
| Individuel Femmes | Australie Sarah Fitz-Gerald | Allemagne Sabine Schöne | Nouvelle-Zélande Leilani Joyce |

## Tableau des médailles
| Rang  | Nation           | Or | Argent | Bronze | Total |
| ----- | ---------------- | -- | ------ | ------ | ----- |
| 1     | Égypte           | 1  |        |        | 1     |
| 1     | Australie        | 1  |        |        | 1     |
| 3     | Irlande          |    | 1      |        | 1     |
| 3     | Allemagne        |    | 1      |        | 1     |
| 5     | Canada           |    |        | 1      | 1     |
| 5     | Nouvelle-Zélande |    |        | 1      | 1     |
| TOTAL | TOTAL            | 2  | 2      | 2      | 6     |